# 山口遊子
山口 遊子（やまぐち ゆうこ、1962年10月15日 - ）は、日本の女性モデルである。1983年（昭和58年）のミス・ユニバース日本代表として知られる。

## 人物
大阪府豊中市出身。大阪府立池田高等学校卒業。身長178cm。

### ミス・ユニバース
1983年（昭和58年）、ミス・ユニバース日本代表となり、アメリカ・ミズーリ州のセントルイスで行われたミス・ユニバース世界大会に出場した。大会ではセミファイナルへの進出はならなかったものの、特別賞『ベスト・ナショナル・コスチューム』第3位を受賞した（1位は韓国、2位はアメリカ領ヴァージン諸島代表）。当時のサイズは身長176センチメートル（cm）、スリーサイズ82-61-90 cm。

### ファッション・モデル
ジバンシーのイメージモデルとなってパリオートクチュールパリオートクチュールにデビュー、ヨーロッパ各地などでのコレクションに出演した。2010年（平成22年）には『ドモホルンリンクル』（再春館製薬所）のテレビコマーシャルに出演している。

### 実業家
モデル引退後、石川県金沢市にブライダルサロン「カサブランカ」を開業した。2004年（平成16年）からは活動拠点を東京に移し、講演・講義やモデル業などを行っている。

### 私生活
2010年（平成22年）の時点で中学校に在学している娘がいる。